# Сеть Омидьяра
Сеть Омидьяра (англ. Omidyar Network) — американский частный некоммерческий венчурный инвестиционный фонд, специализирующийся на инвестициях на любых стадиях развития организации в стартапы в области социального предпринимательства практически во всех отраслях.

## Организация
Сеть Омидьяра основана в 2004 году создателем eBay Пьером Омидьяром и его женой Пэм (англ. Pam Omidyar).
Основатели компании на 2015 год определяют стратегию и руководят ею.
Штаб-квартира компании расположена в Редвуд-Сити (Калифорния, США) с дополнительными офисами в Вашингтоне, Йоханнесбург (ЮАР), Мумбаи (Индия) и Лондон (Великобритания).

## Деятельность
Сеть Омидьяра — один из ведущих социальных инвесторов.
Компания инвестирует и поддерживает компании по всему миру с акцентом на Индии, Великобритании, Юго-Восточной Азии, США, Европе, Латинской Америке и Африке южнее Сахары.
Сеть Омидьяра инвестирует в широкий спектр отраслей — потребительский интернет, местное производства пищевых продуктов, возобновляемые источники энергии, медицинскую технику, здравоохранение, сокращение и переработку отходов, образование, мобильные технологии, развитие предпринимательства, обеспечение прозрачности деятельности правительства, защиту имущественных прав и финансовый сектор.
Особое внимание в компании уделяют созданию условий для микрофинансирования, которое увлекло Пьера Омидьяра после его дебатов с создателем Grameen Bank Мухаммадом Юнусом.
Например, он пожертвовал своей альма-матери Университету Тафтса 100 млн долларов США на создание фонда, который займётся поддержкой микрофинансовых учреждений.
Фонд предпочитает инвестировать от 1 до 10 млн долларов США в коммерческие компании и от 0,5 до 5 млн долларов США в некоммерческие организации и проекты.
Сеть Омидьяра является членом Global Impact Investing Network и одним из её крупнейших спонсоров.

## Показатели деятельности
По данным на 2009 год Сеть Омидьяра обладал собственными активами в размере более 271 млн долларов США, вложив при этом более 20 млн долларов.
За последние пять леть объём инвестиций «Сети Омидьяр» заметно вырос.
В 2010 году этот показатель составлял 350 млн долларов США, а в 2014 году — уже порядка 700 млн долларов США.
Сеть Омидьяра поддержала в частности Comat Technologies, D.light, Social Finance (США), Endeavor Global, Фонд экологической безопасности и другие организации, их создателей и руководителей.